# Anomala binotata
Anomala binotata là một loài bọ hung trong họ Scarabaeidae).